# Espace de Minkowski
 (octobre 2008).
Si vous disposez d'ouvrages ou d'articles de référence ou si vous connaissez des sites web de qualité traitant du thème abordé ici, merci de compléter l'article en donnant les références utiles à sa vérifiabilité et en les liant à la section « Notes et références ».

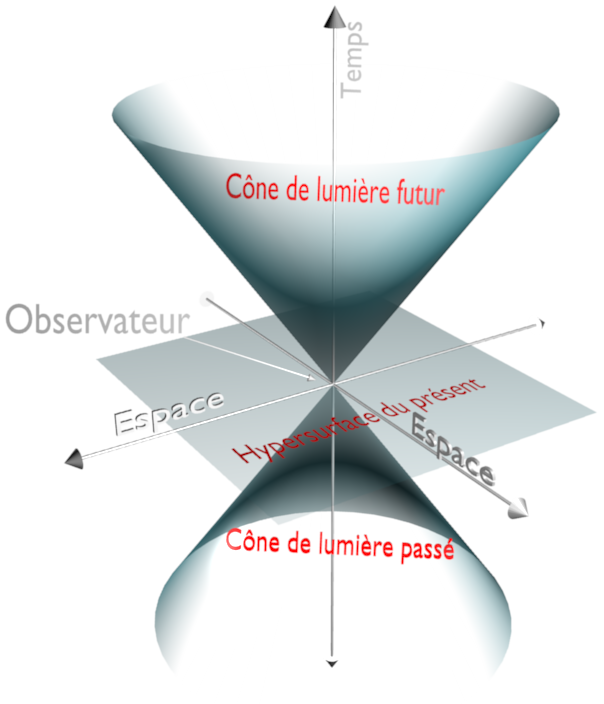
Représentation schématique de l'espace de Minkowski, qui montre seulement deux des trois dimensions spatiales.

En géométrie et en relativité restreinte, l'espace de Minkowski du nom de son inventeur Hermann Minkowski, appelé aussi l'espace-temps de Minkowski ou parfois l'espace-temps de Poincaré-Minkowski,,,, est un espace mathématique, et plus précisément un espace affine pseudo-euclidien à quatre dimensions, modélisant l'espace-temps de la relativité restreinte : les propriétés géométriques de cet espace correspondent à des propriétés physiques présentes dans cette théorie.
La physique classique est également géométrisée, et ce depuis Isaac Newton, voire avant ; l'intérêt de cette géométrisation de la relativité restreinte est dans le fait que le temps lui-même y est représenté comme indissociablement lié à l'espace matériel, que les propriétés abstraites de la relativité restreinte y trouvent une représentation proche de la géométrie euclidienne, et que cela a aidé à la formulation de la relativité générale.
En géométrie lorentzienne, l'espace-temps de Minskowki est, avec l'espace-temps de de Sitter et l'espace-temps anti de Sitter, une des trois variétés à symétrie maximale. En relativité générale, il est une solution de l'équation d'Einstein pour le vide et en l'absence de constante cosmologique.

## Historique
Cet espace a été introduit par Henri Poincaré dans un long article, connu comme le Mémoire de Palerme, soumis le 23 juillet 1905 aux Rendiconti del Circolo matematico di Palermo et publié en février 1906,, soit deux ans avant les publications de Hermann Minkowski sur ce sujet. La primeur de la découverte est un sujet à débats, mais il semble, d'après certains historiens des sciences, que l'interprétation moderne de cet espace comme espace-temps physique, et non pas convention calculatoire, est une idée de Minkowski, qui abandonna l'éther électromagnétique, à la suite d'Einstein, alors que Poincaré n'y renonça jamais vraiment, considérant que dans un référentiel quelconque les quantités mesurées sont toujours « apparentes », alors que les quantités « réelles » sont mesurées dans le référentiel de l’éther.
Poincaré aurait proposé cet espace comme une présentation algébrique et géométrique possible, pratique d'un point de vue calculatoire, mais axiomatique, c'est-à-dire conventionnelle, des propriétés mathématiques liées au principe de relativité et à l'invariance des équations de Maxwell par changement de référentiel inertiel, en privilégiant de manière conventionnelle comme réel le référentiel de l'éther, c'est-à-dire un espace réel qui serait classique. Seul Hermann Minkowski aurait vu dès 1907 que cet espace était un modèle expérimentable (et pas seulement conventionnel) d'un espace-temps où espace et temps sont liés dans les lois de la mécanique et y développa, entre autres, les conditions de la causalité et de la simultanéité suivant le référentiel de l'observateur. Poincaré se rapprochera de ce point de vue en 1912, dans sa dernière conférence intitulée L'espace et le temps prononcée à Londres, où il exprimera que l'on peut définir un espace-temps à partir du groupe de symétrie des lois de la physique, en posant cette fois le principe de relativité comme une convention.

## Structure algébrique
L'espace-temps de Minkowski peut être défini, comme le quadruplet {\displaystyle ({\mathcal {E}},g,{\mathcal {I}}^{+},\epsilon )} où :
- {\displaystyle {\mathcal {E}}}, notant l'espace-temps, est un espace affine de dimension quatre sur {\displaystyle \mathbb {R} } d'espace vectoriel associé {\displaystyle E} isomorphe,
- {\displaystyle g}, notant le tenseur métrique, est une forme bilinéaire sur {\displaystyle E}, symétrique, non dégénérée et de  signature (−,+,+,+) ou (+,-,-,-),
- {\displaystyle {\mathcal {I}}^{+}}, notant la nappe du futur, est une des deux nappes du cône isotrope de {\displaystyle g},
- {\displaystyle \epsilon }, notant le tenseur de Levi-Civita associé à {\displaystyle g}, est une forme quatrilinéaire sur {\displaystyle E}, antisymétrique et donnant {\displaystyle \pm 1} lorsque appliquée à une quelconque base orthonormale de {\displaystyle g}.

L'espace-temps de Minkowski, noté {\displaystyle {\mathcal {E}}}, est un espace affine réel de dimension quatre. Il correspond à la donnée d'un point O (l'origine du repère) et d'un espace vectoriel (dit associé) de dimension quatre (sur {\displaystyle \mathbb {R} }). 
Cette structure est complétée par la donnée, sur l'espace vectoriel associé, d'une  forme bilinéaire, notée {\displaystyle g}, qui est symétrique et non dégénérée. Également notée {\displaystyle ({\vec {u}}|{\vec {v}})} ou {\displaystyle {\vec {u}}.{\vec {v}}}, qui n'est pas un produit scalaire car elle n'est pas définie positive (ni définie négative) : on suppose qu'il existe une base vectorielle {\displaystyle ({\vec {e}}_{0};{\vec {e}}_{1};{\vec {e}}_{2};{\vec {e}}_{3})} telle que {\displaystyle ({\vec {u}}|{\vec {v}})\,=\,u^{0}.v^{0}-u^{1}.v^{1}-u^{2}.v^{2}-u^{3}.v^{3}}, où {\displaystyle {\vec {u}}=u^{0}.{\vec {e}}_{0}+u^{1}.{\vec {e}}_{1}+u^{2}.{\vec {e}}_{2}+u^{3}.{\vec {e}}_{3}}.
Comme pour toute forme bilinéaire, il lui correspond une forme quadratique (qui est le carré de la pseudo-norme) : {\displaystyle ({\vec {u}}|{\vec {u}})\,=\,(u^{0})^{2}-(u^{1})^{2}-(u^{2})^{2}-(u^{3})^{2}}
La matrice associée à cette forme bilinéaire, dans la base considérée ci-dessus, est {\displaystyle g={\begin{pmatrix}1&0&0&0\\0&-1&0&0\\0&0&-1&0\\0&0&0&-1\end{pmatrix}}}, on a donc {\displaystyle ({\vec {u}}|{\vec {v}})\,=\,^{t}{\vec {u}}.g.{\vec {v}}} , en écriture matricielle.
L'écriture tensorielle permet d'introduire la convention de sommation d'Einstein : en définissant les « coordonnées contravariantes » {\displaystyle \ =(v^{0};v^{1};v^{2};v^{3})}  et les « coordonnées covariantes » {\displaystyle =(v_{0};v_{1};v_{2};v_{3})\;=g.{\vec {v}}=(v^{0};-v^{1};-v^{2};-v^{3})\;~} , on écrit alors {\displaystyle \;{\vec {u}}.{\vec {v}}\;=\;u_{i}.v^{i}\;=\;u^{i}.v_{i}}
Dans l'espace affine, les coordonnées d'un point M sont notées {\displaystyle \ M(x^{0};x^{1};x^{2};x^{3})}. Il est doté d'une distance particulière {\displaystyle \Delta s_{(\;;\;)}} souvent appelée pseudo-métrique, définie dans le repère {\displaystyle (O;{\vec {e}}_{0};{\vec {e}}_{1};{\vec {e}}_{2};{\vec {e}}_{3})} par {\displaystyle \left(\Delta s_{(A;B)}\right)^{2}=\left({\overrightarrow {AB}}|{\overrightarrow {AB}}\right)={\overrightarrow {AB}}.{\overrightarrow {AB}}}. Ce que l'on note plus simplement {\displaystyle AB^{2}={\overrightarrow {AB}}.{\overrightarrow {AB}}\;,} quand il n'y a pas de risque de confusion  entre cette forme bilinéaire et le produit scalaire euclidien. Dans cette écriture, le carré est conventionnel car la forme quadratique admet aussi des résultats de signe négatif, et {\displaystyle \ \Delta s_{(A;B)}} n'est bien défini que si {\displaystyle ({\overrightarrow {AB}}|{\overrightarrow {AB}})\,\geq 0}. Cette « distance » fait de l'espace de Minkowski un espace pseudo-euclidien.
L'ensemble des transformations affines de l'espace de Minkowski qui laissent invariante la pseudo-métrique forme un groupe nommé groupe de Poincaré dont les transformations de Lorentz forment un sous-groupe.

## Géométrie
La géométrie dans l'espace de Minkowski présente un certain nombre de différences avec la géométrie dans un espace euclidien. Elle possède également des significations physiques précises.

### Orthogonalité

Un espace de Minkowski possède une notion d'orthogonalité définie par la forme bilinéaire {\displaystyle ({\vec {u}}|{\vec {v}})}. Deux vecteurs sont dits orthogonaux dans l'espace de Minkowski si et seulement si {\displaystyle ({\vec {u}}|{\vec {v}})=0.} La notion d'orthogonalité étant une notion générale associée à n'importe quel espace muni d'une forme quadratique (par exemple, un produit scalaire dans un espace de Hilbert), deux vecteurs peuvent être orthogonaux dans un espace de Minkowski même si leurs composantes spatiales ne forment pas une base orthogonale dans l'espace euclidien usuel.
Dans la représentation qu'est un diagramme de Minkowski, l'orthogonalité minkowskienne possède une propriété que ne possède pas l'orthogonalité euclidienne : l'angle entre un vecteur et son orthogonal varie en fonction de l'inclinaison du vecteur (en géométrie euclidienne, l'angle est fixe et égal à 90°). Quand le vecteur est de « genre lumière », ce vecteur est alors son propre orthogonal : la ligne d'univers est contenue dans le plan de simultanéité. Pour un photon, le temps ne s'écoule pas quand il progresse sur sa ligne d'univers.

### Inégalité triangulaire

Paradoxe des jumeaux dans un espace de Minkowski

Dans un plan euclidien, l'inégalité triangulaire est la relation selon laquelle, quel que soit un triangle ABC, alors les longueurs AB, BC et AC vérifient l'inégalité : {\displaystyle \scriptstyle AC\leqslant AB+BC}, l'égalité ayant lieu quand le point B appartient au segment [AC]. Cette inégalité signifie que dans l'espace euclidien, le trajet le plus court entre deux points est la ligne droite.
Dans l'espace minkowskien, il existe un équivalent de l'inégalité triangulaire, établissant les relations entre les longueurs des côtés d'un triangle. Toutefois, celle-ci n'est cohérente que si le triangle est entièrement compris dans un cône de lumière (c'est-à-dire si le carré de leur pseudo-norme est strictement positif), et si {\displaystyle {\overrightarrow {AB}}}, {\displaystyle {\overrightarrow {BC}}} et {\displaystyle {\overrightarrow {AC}}} sont orientés vers le futur.
Pour un triangle ABC vérifiant ces conditions, on a alors l'inégalité dans l'espace minkowskien :
Cette inégalité est l'inverse de celle de l'espace euclidien. Dans l'espace minkowskien, un chemin faisant un détour (dans l'espace-temps) est toujours plus « court » (en termes d'intervalle espace-temps) que la « ligne droite ». Une « ligne droite » dans l'espace minkowskien est la ligne d'univers d'une particule qui n'est soumise à aucune force, donc à vitesse constante ou stationnaire.
Cette propriété permet d'illustrer et d'expliquer le paradoxe des jumeaux en relativité restreinte. Le « jumeau » restant sur terre parcourt une « ligne droite » dans l'espace-temps AC. Le jumeau qui voyage parcourt deux segments de droites AB et BC (il fait demi-tour en B pour rejoindre son jumeau en C). Les lignes d'univers des deux jumeaux forment un triangle ABC, dont les côtés sont de genre temps (vitesse des jumeaux inférieure à celle de la lumière) et orientés vers le futur. 
L'intervalle espace-temps du jumeau qui voyage est donc inférieur, selon l'inégalité triangulaire minkowskienne, à celui du jumeau stationnaire. Le temps propre du jumeau qui voyage est donc inférieur, et il est donc plus jeune au terme de son voyage que son jumeau resté sur Terre.

## Faire de la physique

### Géométrisation de la physique relativiste

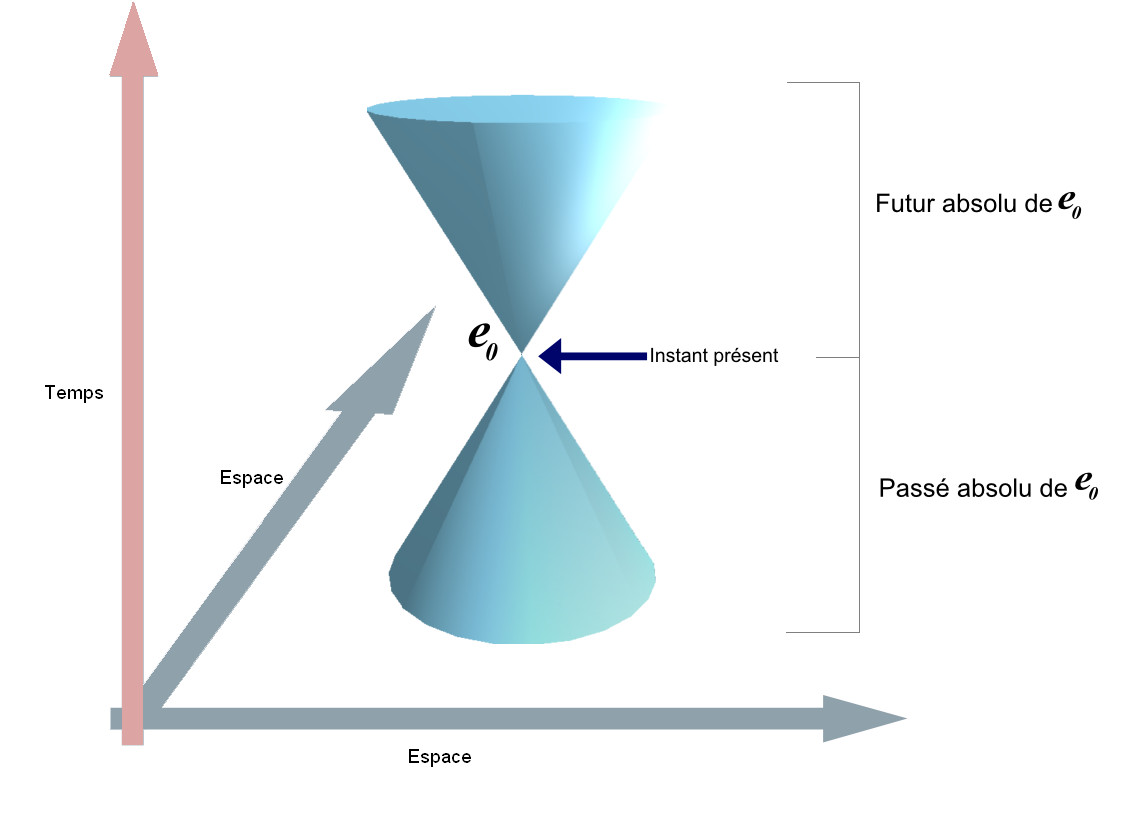
Le cône de lumière de l'évènement e_{0}.
La flèche rose montre la dimension temporelle et les flèches grises, les dimensions spatiales.

Les points géométriques représentent les événements physiques et sont repérés par quatre coordonnées (ct,x,y,z) : la coordonnée de temps et les trois coordonnées d'espace. Les repères mathématiques y représentent les référentiels galiléens, et l'obligation en mathématiques de choisir un repère, pour désigner les points par des coordonnées, correspond à celle, en physique, de choisir un référentiel pour l'observateur, y compris pour le choix de la mesure du temps.
Du point de vue du réalisme intuitif, la particularité mathématique de cet espace affine tient à sa distance entre deux points, appelée pseudo-métrique, qui a été construite par Hermann Minkowski pour être invariante par les changements de repère que sont les transformations de Lorentz. La pseudo-métrique est aussi appelée pseudo-norme quand on n'utilise que l'espace vectoriel sous-jacent à l'espace affine. Cette pseudo-métrique correspond au temps propre entre deux événements qui peuvent être causalement joints, ou correspond à la distance propre entre eux s'ils ne le peuvent pas.
La pseudo-métrique, notée {\displaystyle \ \Delta s}, est définie par {\displaystyle \ \Delta s^{2}=-c^{2}(\Delta t)^{2}+(\Delta x)^{2}+(\Delta y)^{2}+(\Delta z)^{2}} ou {\displaystyle \ \Delta s^{2}=c^{2}(\Delta t)^{2}-(\Delta x)^{2}-(\Delta y)^{2}-(\Delta z)^{2}} suivant la convention de signes {\displaystyle (-;+;+;+)} ou {\displaystyle \ (+;-;-;-)} choisie. Cette définition rend la pseudo-métrique identique à l'intervalle d'espace-temps qui est l'invariant relativiste par changement de référentiel galiléen.
Un événement étant donné, l'ensemble des événements physiquement joignables dans le futur et de ceux du passé à partir desquels on pouvait joindre l'événement donné, forme un cône dans l'espace de Minkowski, appelé cône de lumière, et permettant des raisonnements purement géométriques par des dessins appelés diagrammes de Minkowski.
Cet espace est pseudo-euclidien : bien que la métrique ne soit qu'une pseudo-métrique, les géodésiques y sont les droites, ce qui fait dire que cet espace est plat comme dans un espace euclidien. Les inégalités triangulaires qui y sont valables montrent qu'un segment est le chemin le plus long entre deux points, ce qui est une nette différence avec la géométrie euclidienne.
Dans cet espace, la dimension relative au temps peut être considérée comme un nombre imaginaire, alors que les trois autres coordonnées (spatiales) sont toujours des nombres réels : ce choix modifie l'écriture de la pseudo-norme et la présentation des calculs, sans apporter plus de simplicité.
Un référentiel de l'espace (affine) de Minkowski est un référentiel galiléen pour un observateur : choix d'un lieu et moment de référence, choix d'axes tridimensionnels et d'un temps. Un observateur, et son référentiel, étant plongé dans cet espace, il repère un événement (point de l'espace-temps) par ses coordonnées temporelle (t) et spatiales (x;y;z) : un point M est noté {\displaystyle \ M(ct;x;y;z)}, ou {\displaystyle \ M(x^{0};x^{1};x^{2};x^{3})}, en posant {\displaystyle \ x^{0}=ct~;~x^{1}=x~;~x^{2}=y~;~x^{3}=z}.

### Orienter l'espace et le temps
La structure algébrique seule ne permet pas de faire de la physique, il faut pour cela au moins : introduire le principe de causalité qui impose que l'on ne peut physiquement rebrousser le cours du temps ; postuler qu'un changement physique de référentiel galiléen ne peut changer l'orientation de l'espace tridimensionnel.

### Changer de référentiel
Changer de référentiel physique, en respectant la relativité, c'est utiliser un changement de référentiel mathématique qui laisse invariante la pseudo-norme, c'est-à-dire le carré de l'intervalle d'espace-temps : on doit donc se limiter aux éléments du groupe de Poincaré. Mais les contraintes physiques d'orientation de l'espace et du temps obligent à écarter 75 % des éléments du groupe de Poincaré pour ne garder que ceux qui représentent un changement de référentiel réaliste : les translations, les rotations de l'espace physique à trois dimensions et les transformations de Lorentz propres et orthochrones.

### Ligne d'univers
La trajectoire spatio-temporelle d'un corps ponctuel massif, appelée sa ligne d'univers, est une courbe dans l'espace de Minkowski ; mais toute courbe ne peut pas prétendre être une trajectoire réaliste (ligne d'univers) : elle doit pour cela toujours aller dans le sens croissant du temps et être entièrement contenue à l'intérieur de chacun des cônes de lumière centrés en chacun de ses points successifs (on dit alors qu'elle est de « genre temps ») ; sinon cela signifie que la vitesse de la lumière est atteinte ou dépassée au point où cette condition n'est pas respectée. La trajectoire d'un corps ponctuel de masse nulle (un photon par exemple) est une ligne d'univers contenue dans le bord du cône de lumière, cette trajectoire étant rectiligne en général.
Comme toute courbe, une ligne d'univers peut être paramétrée, le paramètre n'étant pas obligatoirement doté d'un sens physique, mais tout observateur plongé dans cet espace-temps doit y avoir accès : n'oublions pas que l'espace de Minkowski représente notre espace dans lequel le physicien se trouve. Les coordonnées du corps M s'écrivent alors {\displaystyle \ M(ct(\lambda );x(\lambda );y(\lambda );z(\lambda ))}, où {\displaystyle \lambda \in \mathbb {R} } est le paramètre. 
Pour l'observateur, le choix du temps de son référentiel comme paramètre est le plus naturel : les coordonnées du corps M s'écrivent alors {\displaystyle \ M(ct;x(t);y(t);z(t))}. Avec ce choix, qui est le plus accessible à l'observateur et utilisé en physique classique, la vitesse s'exprime {\displaystyle \ V(c;{\dot {x}};{\dot {y}};{\dot {z}})}, et n'est pas un quadrivecteur : sa pseudo-norme {\displaystyle c{\sqrt {1-{\frac {v^{2}}{c^{2}}}}}} est variable par changement de référentiel (sauf si {\displaystyle \ v=c} ce qui n'est possible que si la masse est nulle) et les propriétés qu'elle vérifie ne sont peut-être pas valables dans d'autres référentiels. Par ce choix d'un paramètre propre à son référentiel, l'observateur accède difficilement à des propriétés générales concernant le corps en mouvement.

### Simultanéité
La notion d'orthogonalité est importante dans l'espace de Minkowski, car le complément orthogonal de la direction (tangente) d'une ligne d'univers en un point p est un « plan » tridimensionnel contenant tous les événements simultanés à l'événement p.
En effet, par définition de l'orthogonalité, le « complément orthogonal du temps propre de cette ligne d'univers » au point p est l'ensemble des événements qui, dans le référentiel galiléen tangent à la ligne d'univers, n'ont aucune composante temporelle ({\displaystyle \Delta \tau =0}). Ces événements se déroulent donc « au même instant » que l'événement p sur cette ligne d'univers. Cet espace tridimensionnel est nommé plan de simultanéité pour cet événement sur cette ligne d'univers.
Il n'est pas possible de prendre le complément orthogonal d'un simple point (événement) p sans lui associer sa ligne d'univers et donc sa vitesse. Cela illustre bien que — en relativité restreinte — la notion de simultanéité dépend de la vitesse.

### Quadrivecteurs
Un quadrivecteur est un vecteur {\displaystyle \ a} ayant quatre coordonnées {\displaystyle \ (a^{0};a^{1};a^{2};a^{3})} liées au référentiel choisi, mais dont la pseudo-norme {\displaystyle \ \left(a^{0}\right)^{2}-\left(a^{1}\right)^{2}-\left(a^{2}\right)^{2}-\left(a^{3}\right)^{2}} est indépendante du référentiel. On dit que la pseudo-norme d'un quadrivecteur est un invariant relativiste.

#### Quadri-vitesse
La quadrivitesse est un quadrivecteur, prolongeant la notion de vecteur vitesse dans l'espace de Minkowski. Ce vecteur est tangent à la ligne d'univers au point de l'espace-temps considéré, et dirigé vers le futur, sa pseudo-norme ne dépend pas du référentiel choisi pour en exprimer les coordonnées.
Cas d'un corps massif
Pour déterminer des propriétés du mouvement du corps massif qui restent valables dans d'autres référentiels que le sien, l'observateur doit choisir un paramètre qui reste inchangé d'un référentiel à l'autre : le temps propre {\displaystyle \ \tau } du corps en mouvement. Il n'est pas facilement accessible à l'observateur, toutefois sa définition permet d'écrire {\displaystyle d\tau =dt.{\sqrt {1-{\frac {v^{2}}{c^{2}}}}}} où {\displaystyle \ v} est la vitesse spatiale calculée de manière classique, d'où  {\displaystyle \Delta \tau =\int _{t_{1}}^{t_{2}}{\sqrt {1-{\frac {v^{2}(t)}{c^{2}}}}}dt\;.} Ce qui montre que le temps propre peut être obtenu dans n'importe quel référentiel, par des mesures classiques et quelques calculs.
En paramétrant par {\displaystyle \ \tau }, on a {\displaystyle \ M(x^{0}(\tau );x^{1}(\tau );x^{2}(\tau );x^{3}(\tau ))}, et {\displaystyle \ V\left({\frac {dx^{0}}{d\tau }};{\frac {dx^{1}}{d\tau }};{\frac {dx^{2}}{d\tau }};{\frac {dx^{3}}{d\tau }}\right)=V\left(V^{0};V^{1};V^{2};V^{3}\right)}. On remarque qu'ainsi définies les {\displaystyle \ V^{i}} ont la dimension d'une vitesse.
L'égalité {\displaystyle \ c^{2}d\tau ^{2}=c^{2}dt^{2}-dx^{2}-dy^{2}-dz^{2}}, amène à {\displaystyle \left(V^{0}\right)^{2}-\left(V^{1}\right)^{2}-\left(V^{2}\right)^{2}-\left(V^{3}\right)^{2}=c^{2}} , c'est-à-dire {\displaystyle \ V^{2}=V^{i}.V_{i}=c^{2}}. La vitesse ainsi considérée est de pseudo-norme invariante par changement de référentiel : c'est un quadrivecteur.
Par la relation entre {\displaystyle \ dt} et {\displaystyle \ d\tau }, on montre que {\displaystyle \ V\left(V^{0};V^{1};V^{2};V^{3}\right)={\frac {1}{\sqrt {1-{\frac {v^{2}}{c^{2}}}}}}(c;{\dot {x}};{\dot {y}};{\dot {z}})=\gamma .(c;{\vec {v}})\;}, donc sachant que dans un référentiel inertiel un corps libre est doté d'une vitesse (classique : {\displaystyle {\vec {v}}({\dot {x}};{\dot {y}};{\dot {z}})}) constante par rapport au temps t, il en est de même pour sa quadri-vitesse {\displaystyle \ V} par rapport au temps propre {\displaystyle \tau }.
Cas d'un corps de masse nulle
Une particule de masse nulle est dotée d'une vitesse (classique) égale à la vitesse de la lumière : {\displaystyle \ v=c\;.} Dans ce cas la pseudo-norme de {\displaystyle (c;{\dot {x}};{\dot {y}};{\dot {z}})} est égale à {\displaystyle c{\sqrt {1-{\frac {v^{2}}{c^{2}}}}}=0\;}, c'est donc un quadri-vecteur : les égalités établies pour un corps massif n'ont pas besoin de l'être pour un corps de masse nulle, et d'ailleurs ne le peuvent pas, le temps propre de ce corps étant nul ({\displaystyle \scriptstyle \ d\tau ={\sqrt {1-{\frac {v^{2}}{c^{2}}}}}.dt=0\;}).
De manière générale, l'égalité {\displaystyle \ c^{2}dt^{2}-dx^{2}-dy^{2}-dz^{2}=0} montre que tout paramètre {\displaystyle \ \lambda } peut être choisi pour paramétrer la trajectoire du corps car la « vitesse » {\displaystyle \scriptstyle V={\frac {dM}{d\lambda }}} ainsi obtenue a une pseudo-norme constante (nulle), et est donc un quadrivecteur : {\displaystyle \scriptstyle V^{i}.V_{i}=\left({\frac {cdt}{d\lambda }}\right)^{2}-\left({\frac {dx}{d\lambda }}\right)^{2}-\left({\frac {dy}{d\lambda }}\right)^{2}-\left({\frac {dz}{d\lambda }}\right)^{2}=0}.

#### Quadri-impulsion
Cas d'un corps massif
À l'image de l'impulsion ou quantité de mouvement classique, on définit la quadri-impulsion {\displaystyle \ P=m.V}, qui est un quadrivecteur car proportionnelle à la quadri-vitesse par un coefficient invariant par changement de référentiel (m, la masse). Si le corps est libre, sa quadri-impulsion est constante, comme sa quadri-vitesse.
On note {\displaystyle \ E=c.P^{0}} qui a la dimension d'une énergie, et {\displaystyle {\vec {p}}=\left(P^{1};P^{2};P^{3}\right)}. On a {\displaystyle \ P^{2}=P^{i}.P_{i}=m^{2}.c^{2}} , d'où on déduit {\displaystyle \ m^{2}.c^{4}=E^{2}-p^{2}.c^{2}}, ce que l'on peut écrire {\displaystyle \ E^{2}=p^{2}.c^{2}+m^{2}.c^{4}}. Cette égalité montre que {\displaystyle \ E} n'a pas de maximum, mais a comme minimum {\displaystyle \ E_{0}=mc^{2}}, l'énergie au repos ou énergie de masse. De plus, l'approximation aux petites vitesses devant c donnant {\displaystyle \ E={\frac {mc^{2}}{\sqrt {1-{\frac {v^{2}}{c^{2}}}}}}\approx mc^{2}+{\frac {1}{2}}mv^{2}\;,} cela montre que {\displaystyle \ E} tient le rôle de l'énergie totale du corps en relativité restreinte (énergie au repos + énergie cinétique), relativement au référentiel de l'observateur, comme l'indique la présence de la vitesse classique {\displaystyle \ v} dans l'égalité de {\displaystyle \ E}.
À partir des définitions et égalités exposées, on peut montrer que {\displaystyle \ E.{\vec {v}}={\vec {p}}.c^{2}}. Cette égalité indépendante de la masse (bien que jusqu'ici supposée non nulle), montre que si {\displaystyle \ v=c} alors {\displaystyle E^{2}-p^{2}.c^{2}=0}, ce qui assure que la masse du corps est nulle : un corps ayant la vitesse de la lumière est nécessairement de masse nulle.
Cas d'un corps de masse nulle
Si on multiplie la quadri-vitesse d'un corps de masse nulle par sa masse (nulle), on obtient une quadri-impulsion nulle : l'énergie d'un tel corps serait nulle, ainsi que sa quantité de mouvement. Or l'expérience la plus simple (se faire chauffer au soleil) montre que la lumière transporte de l'énergie : une quadri-impulsion non-nulle doit être définissable. Supposons cette quadri-impulsion connue : {\displaystyle \left({\frac {E}{c}};{\vec {p}}\right)}. Pour que ce quadrivecteur soit cohérent avec le reste de la théorie, il faut que sa pseudo-norme donne l'égalité {\displaystyle E^{2}-p^{2}.c^{2}=m^{2}c^{4}=0}, donc {\displaystyle \ E=p.c}, ce qui est l'égalité {\displaystyle \ E.v=p.c^{2}} pour {\displaystyle \ v=c}. Un corps de masse nulle doit donc nécessairement être doté de la vitesse de la lumière. Pour ce qui est de la lumière, sa connaissance nécessite un travail plus approfondi la concernant, comme onde électromagnétique en physique relativiste, ou comme photon en physique quantique. Les autres particules de masse nulle relèvent de cette dernière théorie.

#### Quadri-force
La quadri-force {\displaystyle \ F} est définie par {\displaystyle \ F={\frac {dP}{d\tau }}}. Elle est égale à {\displaystyle \ m.A}, où {\displaystyle \ A} est la quadri-accélération définie par {\displaystyle \ A={\frac {dV}{d\tau }}}.
L'égalité {\displaystyle \ P^{2}=P^{i}.P_{i}=m^{2}.c^{2}\;} amène, par dérivation par {\displaystyle \tau }, {\displaystyle \ P^{i}.\ F_{i}=0\;:} les deux quadrivecteurs sont orthogonaux. 
Cela permet d'écrire, après quelques manipulations algébriques, {\displaystyle {\frac {dE}{d\tau }}.{\frac {E}{mc^{2}}}=\sum _{k=1}^{3}F^{k}.V^{k}\;.} En définissant {\displaystyle {\vec {p}}=\left(P^{1};P^{2};P^{3}\right)={\frac {m{\vec {v}}}{\sqrt {1-{\frac {v^{2}}{c^{2}}}}}}\;,} {\displaystyle {\vec {f}}={\frac {d{\vec {p}}}{dt}}\;,} et en utilisant la relation entre {\displaystyle \ dt} et {\displaystyle \ d\tau } et celle entre {\displaystyle \ E} et {\displaystyle \ mc^{2}\;,} on obtient la relation {\displaystyle {\frac {dE}{dt}}={\vec {f}}.{\vec {v}}\;} qui est interprétée comme étant l'expression relativiste du théorème de l'énergie cinétique.

### Tenseurs
Un tenseur d'ordre n de l'espace de Minkowski est une quantité localisée par ses coordonnées {\displaystyle \ (x^{0};x^{1};x^{2};x^{3})} et ayant {\displaystyle \ 4^{n}} composantes dépendant linéairement des coordonnées lors d'un changement de référentiel. Cette dépendance linéaire fait qu'une égalité tensorielle établie dans un référentiel particulier est une égalité vraie dans tout référentiel.
Les tenseurs d'ordre 0 sont les constantes telles que la masse du corps, sa charge électrique, la vitesse de lumière, la pseudo-norme d'un quadrivecteur. Les tenseurs d'ordre 1 sont les quadrivecteurs. Les tenseurs d'ordre 2 sont, par exemple, le tenseur métrique, le tenseur électromagnétique.
L'utilisation du tenseur électromagnétique dans l'espace de Minkowski est la méthode la plus synthétique pour exprimer les propriétés du champ électromagnétique en relativité restreinte.

## Généralisation à une dimension quelconque
Dans le cadre de la géométrie lorentzienne, on définit un espace de Minkowski de dimension n comme un espace affine muni d'une forme quadratique de signature (+,-,-,...,-).

#### Dictionnaires et encyclopédies
- [Sokolov 1995] (en) D. D. Sokolov, « Minkowski space », dans M. Hazewinkel, Encyclopaedia of mathematics [« Encyclopédie des mathématiques »], t. III : Hea – Mom, Dordrecht et Boston, Kluwer Academic, 1995, 1 vol., 950, ill., 30 cm (OCLC 36916612, SUDOC 030252288, lire en ligne), p. 904-905
- [Taillet, Villain et Febvre 2018] R. Taillet, L. Villain et P. Febvre, Dictionnaire de physique, Louvain-la-Neuve, De Boeck Sup., hors coll., janv. 2018, 4e éd. (1re éd. mai 2008), 1 vol., X-956, ill. et fig., 17 × 24 cm (ISBN 978-2-8073-0744-5, EAN 9782807307445, OCLC 1022951339, SUDOC 224228161, présentation en ligne, lire en ligne), s.v.espace-temps de Minkowski, p. 278, col. 1-2.